# Wzbogacanie żywności

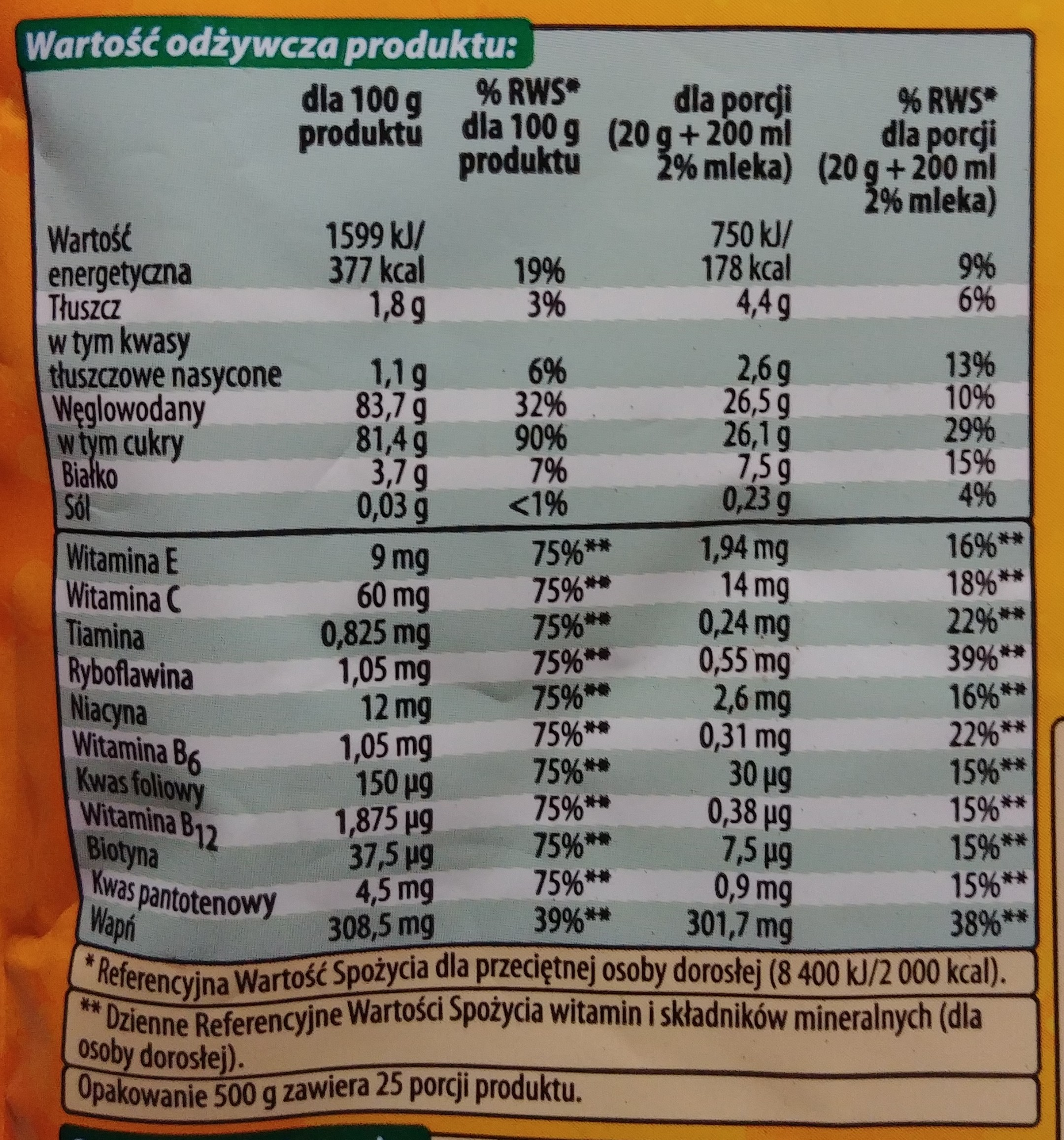
Etykieta zawierająca wartość odżywczą napoju kakaowego instant.

Fortyfikacja, wzbogacanie żywności – dodanie do żywności jednego lub kilku składników odżywczych. Celem tego działania jest zapobieżenie niedoborom wybranych składników (lub skorygowanie ich) w określonych grupach ludności lub całych populacjach. Część żywności wzbogacanej ze względu na jej udokumentowane korzystne oddziaływanie na zdrowie populacji może być zamiennie nazywana żywnością funkcjonalną. Żywność wzbogacana konsumowana w racjonalny sposób wraz z żywnością naturalną nie prowadzi do nadmiernego pobrania wybranych dodanych składników spożywczych.

## Historia
- 1922 - Szwajcaria jako pierwszy kraj rozpoczyna fortyfikację soli stołowej jodem.
- lata 30 XX w. - Dania wprowadza wzbogacanie margaryny w witaminę A.
- lata 40 XX w. - USA, Wielka Brytania rozpoczęły wzbogacanie mąki w witaminy z grupy B i żelazo.
- 1996 - Polska wprowadza obligatoryjne jodowanie soli.
- 1998 - USA rozszerza fortyfikację mąki o kolejną witaminę - kwas foliowy.

## Typy wzbogacania żywności
- Fortyfikacja interwencyjna (restoracyjna) - zapobiega i zwalcza niedobory (Jodowanie soli, fluorkowanie wody, dodawanie witaminy A do żywności)[3].

- Fortyfikacja wyrównawcza (substytucyjna) - podnosi wartość odżywczą produktu spożywczego w celu niwelacji strat wynikających z procesu produkcyjnego, transportu, przechowywania. Uważana jest za najbezpieczniejszą formę wzbogacania. Dodanie Tiaminy i żelaza do mąki w celu skorygowania strat wynikających z procesu technologicznego, Dodanie witaminy A i D w celu upodobnienia margaryny do masła pod względem zawartości tych witamin, dodanie witaminy C do soków w celu skompensowania strat wynikłych z procesu produkcyjnego i przechowywania[3].

- Fortyfikacja polepszająca - nadaje produktowi pożądane cechy. Upodobnienie produktów substytucyjnych do oryginalnych przez dodanie do nich składników w nich nie występujących w sposób naturalny np. margaryna do masła, mieszanki mlekozastępcze do mleka matki, dodatek wapnia do napojów dla osób, które nie spożywają nabiału[3].

Zgodnie z przepisami prawa Polskiego proces wzbogacania można podzielić na:

### wzbogacanie obligatoryjne, interwencyjne,
- tłuszczów (z wyjątkiem tłuszczu mlecznego) w witaminę A i witaminę D

- soli przeznaczonej do bezpośredniego spożycia przez konsumenta (nie soli stosowanej w przemyśle spożywczym) w jodek potasu lub jodan potasu

- margaryny w witaminę A i D

### nieobligatoryjny czyli dobrowolny
- oleje roślinne jadalne i margaryny w witaminę E

- margaryny w wybrane składniki mineralne

- soki, napoje bezalkoholowe w witaminę C, wapń, witaminę B, witaminę E oraz prowitaminę A

- przetwory zbożowe w witaminy z grupy B, kwas foliowy, wapń, żelazo[4]

- mleko i produkty mleczne w witaminę A, witaminę D, wapń

- wyroby cukiernicze w witaminy z grupy B, kwas foliowy, wapń, żelazo

- kawa rozpuszczalna, budynie, kisiele, kakao instant w magnez

## Rodzaje produktów wzbogacanych
- produkty wzmocnione (ang. fortified products) - dodatek wybranego składnika naturalnie występującego w produkcie powoduje ogólny wzrost jego zawartości w produkcie spożywczym. Przykłady: dodatek witaminy C do soków owocowych, mleko z witaminą D, soki z dodatkiem błonnika, produkty zbożowe z dodatkiem błonnika i/ lub kwasem foliowym[3].

- produkty wzbogacone (ang. enriched products) - dodatek wybranego składnika który naturalnie nie występuje w produkcie spożywczym. Przykład: dodatek wapnia do soku pomarańczowego.

- produkty przerobione (ang. altered products) - eliminacja składników niepożądanych z żywności np. tłuszczu, cholesterolu[3].

- ulepszenie produktów (ang. enhanced commodities) - stworzenie zdrowego zamiennika konwencjonalnego produktu spożywczego w celu zwiększenia przyswajalności wybranych składników odżywczych. Przykład: produkty mleczne wzbogacone o probiotyki, napoje wzbogacone w antyoksydanty, majonez, jaja z omega 3, żywność i napoje z dodatkiem ziół, smarowidła z sterolami i stenolami, żywność dla sportowców[3].

## Witaminy i składniki mineralne dodawane do żywności

### Witaminy[5]
Witamina A (Retinol, Octan retinylu, Palmitynian retinylu, Beta-karoten), Witamina D (Cholekalcyferol, Ergokalcyferol), Witamina E (D-alfa-tokoferol, DL-alfa-tokoferol, Octan D-alfa-tokoferylu, Octan DL-alfa-tokoferylu, Bursztynian D-alfa-tokoferylu), Witamina K (Filochinon (fitomenadion)), Witamina B1 (Chlorowodorek tiaminy, Monoazotan tiaminy), Witamina B2 (Ryboflawina, Ryboflawiny 5-fosforan sodowy), Niacyna (Kwas nikotynowy, Amid kwasu nikotynowego), Kwas pantotenowy (D-pantotenian wapnia, D-pantotenian sodu, Dekspantenol), Witamina B6 (Chlorowodorek pirydoksyny, 5-fosforan pirydoksyny, Dwupalmitynian pirydoskyny), Kwas foliowy (Kwas pteroilomonoglutaminowy), Witamina B12 (Cyjanokobalamina, Hydroksykobalamina), Biotyna (D-biotyna), Witamina C (Kwas L-askorbinowy, L-askorbinian sodu, L-askorbinian wapnia, L-askorbinian potasu, 6-palmitynian L-askorbylu)

### Składniki mineralne[5]
Wapń, Magnez, Żelazo, Miedź, Jod, Cynk, Mangan, Sód, Potas, Selen, Chrom, Molibden, Fluorek, Chlorek, Fosfor w postaci przyswajalnych związków chemicznych wymienionych niżej:
Węglan wapnia, Chlorek wapnia, Sole wapniowe kwasu cytrynowego, Glukonian wapnia, Glicerofosforan wapnia, Mleczan wapnia, Sole wapniowe kwasu ortofosforowego, Wodorotlenek wapnia, Tlenek wapnia, Siarczan wapnia, Octan magnezu, Węglan magnezu, Chlorek magnezu, Sole magnezowe kwasu cytrynowego, Glukonian magnezu, Glicerofosforan magnezu, Sole magnezowe kwasu ortofosforowego, Mleczan magnezu, Wodorotlenek magnezu, Tlenek magnezu, Siarczan magnezu, Węglan żelazawy, Cytrynian żelazawy, Cytrynian amonowo-żelazowy, Glukonian żelazawy, Fumaran żelazawy, Dwufosforan sodowo-żelazowy, Mleczan żelazawy, Siarczan żelazawy, Dwufosforan żelazowy (pirofosforan żelazowy), Cukrzan żelazowy, Żelazo elementarne (karbonyl + elektrolityczne + zredukowane wodorem, Węglan miedziowy, Cytrynian miedziowy, Glukonian miedziowy, Siarczan miedziowy, Kompleks miedź-lizyna, Jodek sodu, Jodan sodu, Jodek potasu, Jodan potasu, Octan cynku, Chlorek cynku, Cytrynian cynku, Glukonian cynku, Mleczan cynku, Tlenek cynku, Węglan cynku, Siarczan cynku, Węglan manganu, Chlorek manganu, Cytrynian manganu, Glukonian manganu, Glicerofosforan manganu, Siarczan manganu, Dwuwęglan sodu, Węglan sodu, Cytrynian sodu, Glukonian sodu, Mleczan sodu, Wodorotlenek sodu, Sole sodowe kwasu ortofosforowego, Selenian sodu, Wodoroselenin sodu, Selenin sodu, Fluorek sodu, Fluorek potasu, Dwuwęglan potasu, Węglan potasu, Chlorek potasu, Cytrynian potasu, Glukonian potasu, Glicerofosforan potasu, Mleczan potasu, Wodorotlenek potasu, Sole potasowe kwasu ortofosforowego, Chlorek chromu (III) i jego sześciowodzian, Siarczan chromu (III) i jego sześciowodzian, Molibdenian (VI) amonu, Molibdenian (VI) sodu.